# 高霊ジャンクション
高霊ジャンクション（コリョン-）は慶尚北道高霊郡にある中部内陸高速道路（45号線）と光州-大邱高速道路（12号線）を結ぶジャンクションである。2007年11月30日に開通

## 接続する路線

### 忠州・馬山方面
- 中部内陸高速道路（9番）

### 大邱・光州方面
- 88オリンピック高速道路（27番）

## 隣
中部内陸高速道路
玄風JCT・IC- 高霊JCT - 南星州IC
88オリンピック高速道路
東高霊IC - 高霊JCT - 玉浦JCT